# 道楽
道楽（どうらく）とは、
- 自分の生活の中に仕事とは別に熱中できる趣味にふけり、それを楽しむこと[1][2]。
- 酒、色ごと、博打などの遊興にふけること[1][2]。

## 概要
「道を解して自ら楽しむ」という意味から「道楽」と表現されるようになった。

### 江戸時代の三大道楽
江戸の道楽には、手を染めると家が傾くとまで謂われた「三大道楽」と呼ばれるものがあったといい、園芸道楽、釣り道楽、文芸道楽が挙げられる。園芸道楽は、初期はツバキとキクであったが、それにツツジ、アサガオ、ランが加わったという。大名たちなどは競い合うようにして庭園造りに熱中し、庭石や樹木が集められた。釣り道楽としては、ほんの軽いものであれば、中川に船を浮かべて、女衆とキスを釣った。（本格的には）泊まりがけで行くのが旦那衆の釣りだった という。また道具に凝りだすと、竿1つに数十両から数百両かかり、舟まで仕立てると相当な出費となった。文芸道楽では、俳諧、和歌、紀行文等々各ジャンルがあるが、奥が深く、さまざまな文人を生みだした。また、道楽というのは学問に極まる という。道楽は隠居してからが特に本格的になったという。

### 否定的な用法
「道楽」には、「酒道楽」、「女道楽」、「ばくち道楽」など、本人の品位を損ね、自堕落になったり、他人に迷惑をかけたり、家庭環境を破綻させたりするおそれのあるものも含まれる。趣味への熱中度が甚だしいがために自分の職業に支障をきたすようになってしまったり生活が自堕落になるものも多く存在しており、そういった者は「道楽者」や「道楽息子」などと呼ばれることがある。